# Віллем ван Міріс
Віллем ван Міріс (Willem van Mieris, 3 червня 1662 — 26 січня 1747) — нідерландський (голландський) художник, гравер.

## Життєпис
Походив з родини художників Міріс. Віллем народився у Лейдені 1662 року. Був молодшим сином художника-портретиста Франса ван Міріса Старшого. Його першим учителем був батько.
У 1683 році став членом лейденської гільдії Святого Луки, у 1697, 1698, 1704 та 1708 роках був її комісаром, з 1699 до 1700 року — деканом.
Близько 1694 року, разом зі своїм другом, Якобом Туренвлітом і Карелом де Моором заснував Академію малюнка в Лейдені, яку очолював Моор до 1736 року. Він продовжував малювати до 1730-х років, коли майже осліп. Вілліс ван Міріс провів все життя в Лейдені, де він і помер 26 січня 1747.

## Творчість
Спочатку в усьому наслідував пізній стиль та сюжети свого батька, особливо, в зображені гладкої шкіри, шорсткуватих відблисках світла і виразному розташуванні людей та деталей на полотні. В цей період писав побутові картини, історичні сцени та портрети в тому ж стилі, як і батько, але поступаючись йому в правильності малюнка, в натуральності колориту тіла, гармонії барв. Полюбляв розміщати у своїх картинах зображення барельєфів.
Згодом, під впливом Герарду де Лересса, він звертається до міфологічних та історичних «порцелянових» пейзажів, виконаним у дусі батьківського послідовника Адріана ван дер Верффа («Торговка дичиною», «Викрадення сабінянок», «Рибна лавка», «Пан і Сирінкс», «Бакалійна крамниця»).
Роботи художника були високо оцінені за його життя, і у нього було кілька знатних патронів. Продавав свої картини до Дрезденської галереї Августа Сильного, курфюрста Саксонії і короля Речі Посполитої.

## Родина
У 1684 році оженився з Агнетою Шапман, мав сина Франса, який продовжив батьківську справу.